# تشارلز مولان
تشارلز مولان (بالفرنسية: Charles Moulin )‏
```
(و. 
1909
 – 
1992
 
م
)
[
1
]
 هو 
ممثل
، من 
فرنسا
، توفي عن عمر يناهز 83 عاماً.
[
2
]
```

## وصلات خارجية
- تشارلز مولان على موقع IMDb (الإنجليزية)
- تشارلز مولان على موقع ألو سيني (الفرنسية)
- تشارلز مولان على موقع أول موفي (الإنجليزية)
- تشارلز مولان على موقع قاعدة بيانات الأفلام السويدية (السويدية)
- تشارلز مولان على موقع قاعدة بيانات الفيلم (الإنجليزية)
- تشارلز مولان على موقع كينوبويسك (الروسية)